# لويس أستون ونايت
لويس أستون ونايت (بالإنجليزية: Louis Aston Knight)‏ هو رسام أمريكي، ولد في 3 أغسطس 1873 في الدائرة السابعة في باريس في فرنسا، وتوفي في 8 مايو 1948 في نيويورك في الولايات المتحدة.